# جماعة الإخوان الجمهوريين الأيرلندية
جماعة الإخوان الجمهوريين الأيرلندية كانت منظمة أخوية سرية محلفة مكرسة لإنشاء «جمهورية ديمقراطية مستقلة» في أيرلندا بين عامي 1858 و1924. كان نظيرتها في الولايات المتحدة الأمريكية جماعة الإخوان الفينيين في البداية، لكن منذ سبعينيات القرن التاسع عشر أصبحت عشيرة نا غايل. غالبًا ما يُشار إلى أعضاء جناحي الحركة باسم «الفينيان». لعبت جماعة الإخوان الجمهوريين الأيرلندية دورًا مهمًا في تاريخ أيرلندا، بصفتها المدافع الرئيسي عن الجمهورية خلال حملة استقلال أيرلندا عن المملكة المتحدة، وخليفة لحركات مثل جمعية الأيرلنديين المتحدين في تسعينيات القرن الثامن عشر وحركة يونغ أيرلندرز في أربعينيات القرن التاسع عشر.
بصفتهم جزءًا من حركة الاتجاه الجديد، حاول أعضاء جماعة الإخوان الجمهوريين الأيرلندية إضفاء الطابع الديمقراطي على رابطة الحكم الذاتي وخليفها، الحزب البرلماني الأيرلندي، فضلًا عن مشاركتهم في حرب الأرض. نظمت جماعة الإخوان الجمهوريين الأيرلندية ثورة عيد الفصح في عام 1916، ما أدى إلى إنشاء أول جمعية أيرلندية في عام 1919. أدى قمع جمعية أيرلندا إلى نشوب حرب الاستقلال الأيرلندية وتوقيع المعاهدة الإنجليزية الأيرلندية في عام 1921، ما أدى في النهاية إلى إنشاء الدولة الأيرلندية الحرة، التي استثنت أراضي أيرلندا الشمالية.

## الخلفية
في عام 1798، ثار أعضاء جمعية الأيرلنديين المتحدين، الذين كانوا في البداية منظمة سياسية مفتوحة، لكن قُمعت الجمعية لاحقًا من قبل المؤسسة البريطانية في أيرلندا وأصبحت بذلك منظمة ثورية سرية تسعى لإنهاء الحكم البريطاني في أيرلندا وتأسيس جمهورية أيرلندية. قُمعت الثورة، لكن كان لمبادئ جمعية الأيرلنديين المتحدين تأثير قوي على مسار التاريخ الأيرلندي.
بعد انهيار الثورة، قدم رئيس الوزراء البريطاني ويليام بيت بيانًا لإلغاء البرلمان الأيرلندي وأنشأ اتحادًا بين أيرلندا وبريطانيا. قوبلت معارضة الأوليغارشية البروتستانتية التي سيطرت على البرلمان بالاستخدام الواسع والعلني للرشوة. مُرِّر قانون الاتحاد، وأصبح قانونًا رسميًا في 1 يناير عام 1801. وُعد الكاثوليك، الذين استُبعدوا من البرلمان الأيرلندي، بالتحرر في ظل الاتحاد. لم يتم الوفاء بهذا الوعد، ما أدى إلى نضال مرير وطويل الأمد لكسب الحريات المدنية. لم تتنازل الحكومة البريطانية حتى عام 1829 عن التحرر الكاثوليكي. رغم أن هذه العملية أدت إلى التحرر العام، أدت في الوقت ذاته إلى حرمان صغار المستأجرين، المعروفين باسم «أربعين شلنًا من الفريهولدرز»، والذين كانوا غالبًا من الكاثوليك. نتج عن ذلك انخفاض عدد الناخبين الكاثوليك الأيرلنديين من 216,000 ناخب إلى 37,000. وكان ذلك انخفاضًا كبيرًا في عدد الكاثوليك القادرين على التصويت.
حاول دانيال أوكونل، الذي قاد حملة التحرر، بعد ذلك نفس الأساليب في حملته، لإلغاء قانون الاتحاد مع بريطانيا. رغم اللجوء إلى الالتماسات والاجتماعات العامة التي جذبت دعمًا شعبيًا واسعًا، اعتبرت الحكومة أن الاتحاد أكثر أهمية من الرأي العام الأيرلندي.
خلال أوائل الأربعينيات من القرن التاسع عشر، نفذ صبر الأعضاء الشباب لحركة الإلغاء من سياسات أوكونيل مفرطة الحذر، وبدؤوا بالتشكيك في نواياه. أصبحوا في وقت لاحق يُعرفون باسم حركة الشباب الأيرلندي. في عام 1842، أطلق ثلاثة من قادة الشباب الأيرلندي، توماس دافيس وتشارلز جايفان دافي وجون بليك ديلون، صحيفة ذا نيشن. سعوا في صحيفتهم إلى خلق روح الفخر والهوية القائمة على الوطنية وليس على الوضع الاجتماعي أو الدين. بعد انهيار جمعية الإلغاء ومع انتشار المجاعة، انفصل أعضاء الشباب الأيرلندي تمامًا عن أوكونيل في عام 1846.
سببت الآفة التي دمرت محصول البطاطس بين عامي 1845 و1850 مأساة بشرية هائلة. قُضي على طبقة اجتماعية كاملة من صغار المزارعين والعمال بسبب الجوع والمرض والهجرة. بسبب اتباع الحكومة مبدأ عدم التدخل، كانت المساعدات بطيئة وضئيلة وغير كافية. بين عامي 1845 و1851، انخفض عدد السكان بنحو مليوني نسمة، أو نحو ثلث العدد الإجمالي.
أدى جوع السكان مع استمرار تصدير الماشية والحبوب، غالبًا تحت حراسة عسكرية، إلى انتشار حالة من المرارة والاستياء بين الناجين. ضمنت موجات الهجرة بسبب المجاعة في السنوات التالية عدم اقتصار هذه المشاعر على أيرلندا، إذ امتدت إلى إنجلترا والولايات المتحدة وأستراليا وكل دولة تجمع فيها المهاجرون الأيرلنديون.
أصيب أعضاء الشباب الأيرلندي بصدمة من مشاهد المجاعة وتأثروا كثيرًا بالثورات التي اجتاحت أوروبا آنذاك، وانتقلوا من التحريض إلى التمرد المسلح في عام 1848. فشلت محاولة التمرد بعد مناوشة صغيرة في بالينغاري، مقاطعة تيبيراري، بالإضافة إلى بعض الحوادث الصغيرة في أماكن أخرى. كانت أسباب الفشل واضحة، إذ كان السكان يائسين تمامًا بعد ثلاث سنوات من المجاعة، ما أدى إلى عدم كفاية الاستعدادات العسكرية وحدوث انقسامات بين القادة.
سرعان ما ألقت الحكومة القبض على العديد من المحرضين، استطاع بعضهم الفرار عبر البحار وتفرق أتباعهم. فشل آخر وميض للثورة في عام 1849 بقيادة جيمس فينتان لالور من بين آخرين.
اعتُقل جون ميتشيل، المناصر الأكثر التزامًا بالثورة، في أوائل عام 1848 ونُقل إلى أستراليا بتهمة الخيانة العظمى. كان من المقرر أن ينضم إليه قادة آخرون، مثل ويليام سميث اوبراين وتوماس فرانسيس ميغير، اللذين اعتُقلا بعد مناوشة بالينغاري. هرب جون بليك ديلون إلى فرنسا، وهرب ثلاثة من الأعضاء الأصغر سنًا، جيمس ستيفنز وجون أوماهوني ومايكل دوهيني.

## تأسيس جماعة الإخوان الجمهوريين الأيرلندية
بعد انهيار ثورة عام 1848، ذهب جيمس ستيفنز وجون أوماهوني إلى أوروبا لتجنب الاعتقال. في باريس، دعما نفسيهما من خلال التدريس وأعمال الترجمة، وخططا للمرحلة التالية من «الكفاح من أجل الإطاحة بالحكم البريطاني في أيرلندا». وضع ستيفنز في باريس لنفسه ثلاث مهام في أثناء سنوات نفيه السبع. كانت هذه الأهداف البقاء على قيد الحياة ومتابعة المعرفة وإتقان تقنية المؤامرة. في هذا الوقت، كانت باريس على وجه الخصوص متشابكة مع مجموعة من الجمعيات السياسية السرية. أصبحوا أعضاء في إحدى أقوى هذه المجتمعات واكتسبوا أسرار بعض من أذكى و«أعمق أساتذة العلوم الثورية» التي أنتجها القرن التاسع عشر، فيما يتعلق بوسائل دعوة الناس وضمهم لإنجاز ثورة ناجحة.
في عام 1853، ذهب أوماهوني إلى أمريكا وأسس جمعية إيميت مونيومينت. في أوائل عام 1856، بدأ ستيفنز طريق عودته إلى أيرلندا، وتوقف بدايةً في لندن. عند وصوله إلى دبلن، بدأ ستيفنز بالسير لمسافة ثلاثة آلاف ميل عبر أيرلندا، حيث التقى ببعض ممن شاركوا في الحركات الثورية لعام 1848/1849، بما في ذلك فيليب غراي وتوماس كلارك لوبي وبيتر لانغان. في خريف عام 1857، وصل المبعوث أوين كونسيدين من نيويورك ومعه رسالة إلى ستيفنز من أعضاء في جمعية إيميت مونيومينت، تدعوه إلى تشكيل منظمة في أيرلندا. حمل كونسيدين أيضًا خطابًا خاصًا من أوماهوني إلى ستيفنز تضمن تحذيرًا بشأن حالة المنظمة في نيويورك، والتي أشرف عليها لوبي وستيفنز في ذلك الوقت. كان كلاهما يعتقد أن هناك تنظيمًا قويًا وراء الرسالة، لكن اكتشفا لاحقًا وجود عدد من المجموعات المترابطة على نحو غير مضبوط.